# Elke Velten-Tönnies
Elke Velten-Tönnies (* 23. Juni 1953 in Köln als Elke Longerich) ist eine deutsche Juwelierin und Galeristin.

## Leben
Velten-Tönnies besuchte von 1959 bis 1967 die Käthe-Kollwitz-Schule in Leverkusen und machte danach eine Ausbildung zur Chemielaborantin. Sie ist seit 2003 Betreiberin der Firma Bonner Goldankauf in Bonn sowie Geschäftsführerin der Wuppertaler Firmen Wupperauktionen (bis 2003) und Cash-Juweliere (bis 2004). Zuvor war sie als Geschäftsführerin bei der VEHA Logistik & Handels GmbH mit Sitz in Würzburg und bei Gold Velten in Mönchengladbach sowie als Auktionatorin tätig. In ihren Bonner Geschäftsräumen betreibt sie seit 2019 zudem eine Galerie.
Überregionale Bekanntheit erlangte sie durch ihre Auftritte als Schmuckankäuferin in der ZDF-Sendereihe Bares für Rares, deren Händlerteam sie seit der sechsten Staffel 2016 angehört. Daneben trat sie 2017 in der Show Willkommen bei Carmen Nebel auf.
Elke Velten heiratete 2011 Helmut Tönnies, mit dem sie zuvor bereits 27 Jahre liiert war. Sie hat eine Tochter und ein Enkelkind.